# Deutsche Poolbillard-Meisterschaft 1986 (Damen)
Die deutsche Poolbillard-Meisterschaft 1986 war die sechste Austragung zur Ermittlung der nationalen Meistertitel der Damen in der Billardvariante Poolbillard. Sie wurde in Cloppenburg ausgetragen. Es wurden die Deutschen Meisterinnen in den Disziplinen 14/1 endlos, 8-Ball, 8-Ball-Pokal und erstmals auch im 9-Ball ermittelt.

## Medaillengewinner
| Disziplin    | Gold                              | Silber                              | Bronze                             | 4. Platz                                 |
| ------------ | --------------------------------- | ----------------------------------- | ---------------------------------- | ---------------------------------------- |
| 14/1 endlos  | Franziska Stark (1. Kölner PBSC)  | Britta Hellebrand (PBC Knickers)    | Angelika Braniecki (PBC Moers)     | Maria Van Beers (PBC Karlsruhe)          |
| 8-Ball       | Birgit Hermanns (PBC Lürrip)      | Franziska Stark (1. Kölner PBSC)    | Irene Fehr (PBC Primus Eschweiler) | Bärbel Kahles (PBC Venus Mariadorf)      |
| 9-Ball       | Klara Lensing (PBC Kelze Ente)    | Franziska Stark (1. Kölner PBSC)    | Claudia Martens (PBC Kempen)       | Regina Langenegger (Rot-Weiß Oberhausen) |
| 8-Ball-Pokal | Brigitte Ganze (PBC Linde Berlin) | Bärbel Kahles (PBC Venus Mariadorf) | Manuela Ganze (PBC Linde Berlin)   | Klara Lensing (PBC Kelze Ente)           |